# Свети Димитър (Мавранеи)
Вижте пояснителната страница за други значения на Свети Димитър.
„Свети Димитър“ (на гръцки: Αγίου Δημητρίου) е православна църква в гревенското село Мавранеи (Мавронища), Егейска Македония, Гърция.
Храмът е разположен в центъра на селото. Изграден е в 1818 година.
В 1969 година църквата е обявена за паметник на културата.